# Sphecodes kisukei
Sphecodes kisukei är en biart som beskrevs av Kazuhiko Tsuneki 1983. Sphecodes kisukei ingår i släktet blodbin, och familjen vägbin. Inga underarter finns listade i Catalogue of Life.